# Station Luchon
Station Luchon is een spoorwegstation in de Franse gemeente Bagnères-de-Luchon.